# Anomis gymnopus
Anomis gymnopus är en fjärilsart som beskrevs av Dyar 1914. Anomis gymnopus ingår i släktet Anomis och familjen nattflyn. Inga underarter finns listade i Catalogue of Life.